# Володіни
Воло́діни (рос. Володины) — присілок у складі Орловського району Кіровської області, Росія. Входить до складу Орловського сільського поселення.
Населення становить 4 особи (2010, 8 у 2002).
Національний склад станом на 2002 рік — росіяни 100 %.